# Brehme (gmina)
Brehme – miejscowość i gmina w Niemczech, w kraju związkowym Turyngia, w powiecie Eichsfeld, wchodzi w skład wspólnoty administracyjnej Lindenberg/Eichsfeld.